# 唔奈语
唔奈语是一种在中国湖南省西部使用的苗瑶语。2002年时约有5800名使用者。 Mao & Li (1997)确定它和巴哼语关系很近。